# Mazabuka
Mazabuka es una localidad de Zambia situada en la provincia del Sur, junto a la carretera y la vía férrea que unen Lusaka y Livingstone. Se ha desarrollado gracias a las plantaciones de caña de azúcar.
En el año 2010 su población, incluyendo el núcleo de Nakambala, se estimaba en 65 000 habitantes.